# Coenonympha isis
Coenonympha isis är en fjärilsart som beskrevs av Carl Peter Thunberg 1791. Coenonympha isis ingår i släktet Coenonympha och familjen praktfjärilar. Inga underarter finns listade i Catalogue of Life.